# Джерод Арройо
Джерод Арройо (2 січня 2001) — пуерториканський плавець.
Учасник Олімпійських Ігор 2020 року.
Переможець Ігор Центральної Америки і Карибського басейну 2018 року.